# Deutsche Luft-Reederei
La Deutsche Luft-Reederei GmbH, indicata anche con la sigla DLR, fu una compagnia aerea di linea tedesca ed effettuava, come era consuetudine nel periodo, servizi di trasporto passeggeri e servizi postali.
Fondata nel 1917 su iniziativa dell'imprenditore tedesco Walther Rathenau, a quel tempo a capo della Allgemeine Elektrizitäts-Gesellschaft (AEG), si ricorda per aver effettuato il primo volo passeggeri dell'era postbellica, il 5 febbraio 1919, e rimase attiva prima di confluire, nel 1923, nella Aero Lloyd AG, compagnia che in seguito diede origine alla Deutsche Luft Hansa (DLH).

## Flotta
(lista parziale)
- AEG J.II
- AEG N.I
- AEG G.V
- Albatros L 58
- Friedrichshafen FF 45
- Fokker F.II
- Fokker F.III
- LVG C.V
- LVG C.VI
- Zeppelin-Staaken R.XIV